# Albert Funk
Pour les articles homonymes, voir Funk (homonymie).
Albert Albin Funk (né le 15 octobre 1894 à Zwickau, mort le 27 avril 1933 à Recklinghausen) est un homme politique et résistant allemand au nazisme.

## Biographie
Albert Funk est issu d'une famille de mineurs. Après une période comme manœuvre, il devient lui-même mineur. En 1913, il adhère au syndicat allemand des mineurs. Pendant la Première Guerre mondiale, il fait d'abord son service militaire avant d'être réclamé comme mineur en 1917 et de travailler à Zwickau. En 1918, il rejoint l'USPD.
Il vient à Ahlen en Westphalie en 1918 en tant que mineur. Funk devient un cadre de l'Union des travailleurs manuels et intellectuels. Il devient président du comité d'entreprise de sa mine et dirige le comité d'action local pendant le putsch de Kapp. Licencié, les protestations des salariés obligent son employeur à le réintégrer. Il est ensuite chef de la section locale du KPD de Herringen et président du comité d'entreprise de la mine Heinrich-Robert.
En 1929, il est expulsé du syndicat allemand des mineurs et devint un cadre à plein temps de l'Opposition syndicale révolutionnaire (de) communiste. Il est membre de la direction nationale de cette organisation et à partir de 1930 responsable du travail du comité d'entreprise.
Funk est élu au Reichstag le 14 septembre 1930, dont il est membre jusqu'en 1932. En janvier 1931, il devint président de l'association unifiée des mineurs d'Allemagne, qui collabore avec la RGO. En novembre 1932, il prend la direction de la section du KPD de Dortmund.
Après la prise du pouvoir des nazis, Funk est arrêté à Dortmund le 16 avril 1933 en raison d'une suspicion de reconstitution clandestine du KPD, transféré au siège de la police de Recklinghausen le 27 avril, où il est interrogé et maltraité.
En octobre 1949, le tribunal de district de Bochum est certain « que F.[unk], sous l'effet des souffrances physiques et psychologiques qu'il avait subies, s'est jeté du troisième étage de la préfecture de police dans la cour ». Funk ne meurt pas dans la chute, il a des blessures graves et décède le même jour au Prosper-Hospital. On explique à sa femme qu'il s'est suicidé avec du poison. En 1949, le tribunal de Bochum condamne l'officier de la Gestapo chargé de l'interrogatoire à douze ans de prison pour crimes contre l'humanité, extorsion de témoignages et atteintes physiques au pouvoir contre 46 personnes.

## Commémoration
- En RDA, le combinat minier et métallurgique Albert-Funk à Freiberg existe jusqu'en 1990. Le BSG affilié et l'école professionnelle de l'entreprise portent également le nom de Funk. Au BSZ d'aujourd'hui pour la technologie et l'économie "Julius Weisbach", un monument rappelle Albert Funk.
- L'une des 96 plaques du Mémorial en souvenir des 96 membres du Reichstag assassinés par les nazis commémore Albert Funk.
- Depuis 2018, une Stolperstein dans la cour de la préfecture de police de Recklinghausen commémore Albert Funk[4].